# Entomopsyllus nichollsi
Entomopsyllus nichollsi is een eenoogkreeftjessoort uit de familie van de Entomolepididae. De wetenschappelijke naam van de soort is voor het eerst geldig gepubliceerd in 1988 door McKinnon.